# 블록배틀
《블록배틀》은 2018년과 2019년에 아시아경제TV에서 방송된 블록체인 서바이벌 프로그램이다.

## 심사위원
- 리준 (온톨로지 대표)
- 토니 구 (네오글로벌캐피탈 파트너)
- 엘레나 강 (후오비 코리아 운영본부 실장)
- 한승준 (OKCOIN 마케팅팀장)
- 전하진 (블록체인협회 자율규제위원장)
- 황라열 (힐스톤파트너스 대표)
- 김성구 (넥서스원 대표)
- 레오 리우 (IDCM 대표)
- 김성아 (한빗코 거래소 상무)
- 김윤수 (블록체인아이 대표)